# Milza
La milza, o più raramente splene, è l'organo linfoide secondario più grande del sistema linfatico umano. La sua grandezza e la sua struttura sono tali da essere considerato un organo pieno (cioè parenchimatoso). A differenza di altri organi linfoidi secondari, essa è collegata al sistema circolatorio per mezzo di vasi sanguigni e non linfatici. La milza è un organo impari, posizionato nell'ipocondrio sinistro.
La milza presenta molteplici funzioni:
- immunitaria acquisita: essa ospita nella sua polpa bianca sia linfociti T sia centri germinativi contenenti soprattutto linfociti B. Grazie al suo collegamento diretto con i vasi sanguigni è l'unico organo in grado di contrastare direttamente le infezioni ematiche, soprattutto quelle di batteri incapsulati come Haemophilus influenzae e Streptococcus pneumoniae.[4] Per i motivi sopracitati la milza è stata paragonata a un "grande linfonodo", con la fondamentale differenza che sia i patogeni sia i linfociti entrano ed escono per mezzo di vasi sanguigni e non di vasi linfatici;[4]
- emocateretica: essa ospita nella sua polpa rossa il sistema dei monociti-macrofagi che riconosce gli eritrociti e le piastrine "invecchiati", degradandoli;[2]
- marziale: essa degrada i componenti dell'eme presenti nell'emoglobina fornendo i substrati ideali per il metabolismo del ferro;[3]
- riserva: essa è in grado di immagazzinare una notevole quantità di monociti (uno studio del 2009 ha dimostrato che la milza dei mammiferi è in grado di ospitare oltre il 50% dei monociti del corpo)[5] e una notevole quantità di sangue venoso;
- emopoietica: questa funzione è esclusiva della vita embrionale, dove la milza costituisce un organo temporaneo capace di generare le cellule della linea emopoietica.[3]

La milza in un paziente sano non è palpabile in quanto rimane coperta dalle coste; essa può essere invece ben apprezzata in condizioni patologiche che inducano splenomegalia (ad esempio malattie da protozoi come la malaria, la leishmaniosi e il trypanosoma).
Verifiche sperimentali su apneisti volontari hanno mostrato che la milza, a seguito dell'apnea, presenta una sensibile riduzione dello spessore, per poi tornare a dimensioni normali in seguito. È stata avanzata quindi l'ipotesi che questa contrazione sia legata al meccanismo dello scostamento ematico che si verifica nel caso di apnee prolungate. Nei mammiferi marini la milza è, a differenza dell'uomo, molto più grande proporzionalmente (fino a 7% del peso corporeo), probabilmente per via di un adattamento alla vita marina per affrontare più agevolmente apnee prolungate grazie alle riserve di sangue contenute in quest'organo.

## Dimensioni (diametri e volume)
Le dimensioni della milza variano in base alla quantità di sangue contenuta e possono modificarsi entro i limiti fisiologici (ad esempio durante e dopo i pasti). Le dimensioni medie sono:
1. Lunghezza: 13 cm;
2. Larghezza: 8 cm;
3. Spessore: 3-3.5 cm.

Da queste dimensioni si spiega la forma della milza: un ovoide con l'asse maggiore (lunghezza) orientato in senso antero-posteriore.

## Colore
Il colore della milza varia a seconda del suo stato funzionale ed è generalmente porpora-scuro, a causa del suo intenso grado di vascolarizzazione. All'esame autoptico e in seguito al lavaggio dei vasi splenici (procedura che rimuove l'umore contenuto nel loro lume) la milza assume una colorazione diversa, che vira dal grigio al bianco.

## Peso e consistenza
La consistenza della milza è piuttosto molle: ciò la rende facilmente friabile e fragile a seguito di traumi meccanici indiretti e no; pesa dai 180 ai 250 g.

## Disposizione e rapporti

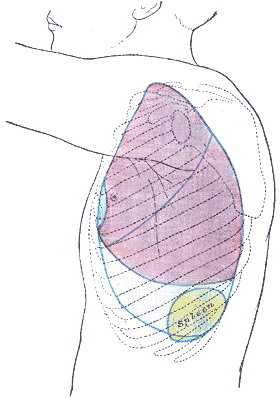
Posizione della milza nell'uomo

È situata nella porzione sovramesocolica della cavità addominale, nella loggia lienale, compresa tra la parete posteriore del corpo dello stomaco e la faccia anteriore del rene sinistro, appena sotto il diaframma, ed è rivestita dal peritoneo che ne lascia scoperta solo una piccola area di 2–3 cm. In proiezione anteriore corrisponde alla regione topografica dell'ipocondrio sinistro, al livello dell'area compresa fra la nona e l'undicesima costa, entro la linea ascellare anteriore.

### Conformazione e rapporti

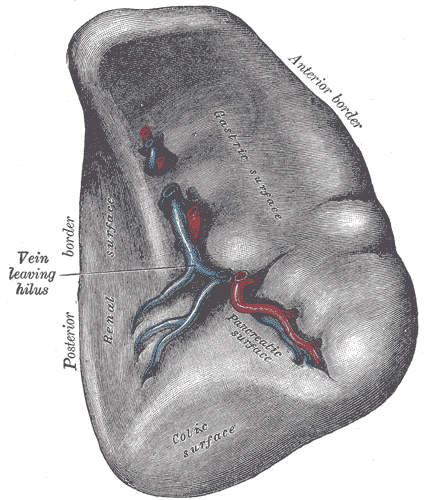
Faccia viscerale della milza in cui si notano la suddivisione nelle facce gastrica e renale

Nella milza si distinguono due facce: una esterna o faccia diaframmatica e una interna o faccia viscerale.
Presenta inoltre tre margini (anteriore o superiore, posteriore o inferiore e interno) e due poli di cui quello superiore risulta arrotondato e quello inferiore appuntito.
La faccia diaframmatica è liscia e convessa ed è in rapporto con la pleura e il polmone sinistro con l'interposizione del diaframma. La sua proiezione sulla gabbia toracica corrisponde alla 9ª, 10ª e 11ª costa.
La faccia viscerale è suddivisa dal margine interno in una faccia renale e in una faccia gastrica che, nel limite con il margine, presenta l'ilo da cui escono ed entrano i vasi lienali sormontato dalla tuberosità lienale. Grazie alla faccia renale la milza è in contatto con la faccia anteriore del rene e del surrene sinistro; la faccia gastrica è in rapporto con il fondo e la faccia posteriore dello stomaco, con la flessura sinistra del colon e con la coda del pancreas.

### Mezzi di fissità

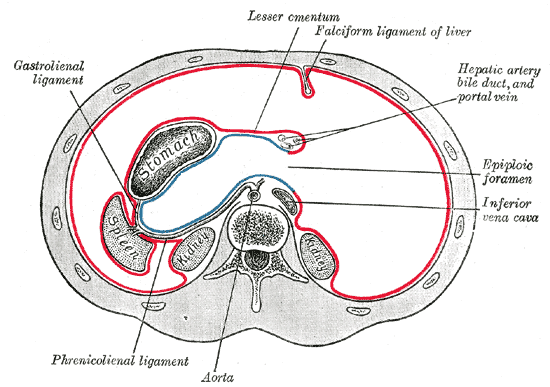
Peritoneo (in rosso) in una sezione addominale

La milza è mantenuta nella loggia lienale grazie ai legamenti peritoneali e alla pressione addominale positiva. Nonostante questo è un organo piuttosto mobile. Il peritoneo la avvolge completamente e da essa si distacca per portarsi allo stomaco, al pancreas e al diaframma formando i tre legamenti:
- legamento gastrolienale: si porta dal labbro anteriore dell'ilo al fondo dello stomaco contenendo nel suo spessore i vasi gastrici brevi, rami dell'arteria lienale, affluenti della vena lienale e l'arteria gastroepiploica sinistra;
- legamento pancreaticolienale: si porta dal labbro posteriore dell'ilo alla coda del pancreas;
- legamento frenicolienale: si porta dal polo superiore della milza e dal tratto superiore dell'ilo al diaframma e corrisponde a una piega formata dalla parte superiore del legamento pancreaticolienale.

Tra i mezzi di fissità è opportuno ricordare anche il legamento frenocolico che, nonostante non trovi attacco alla milza, contribuisce al suo sostegno portandosi dalla flessura sinistra del colon al diaframma.

## Vascolarizzazione e innervazione

### Circolazione sanguigna

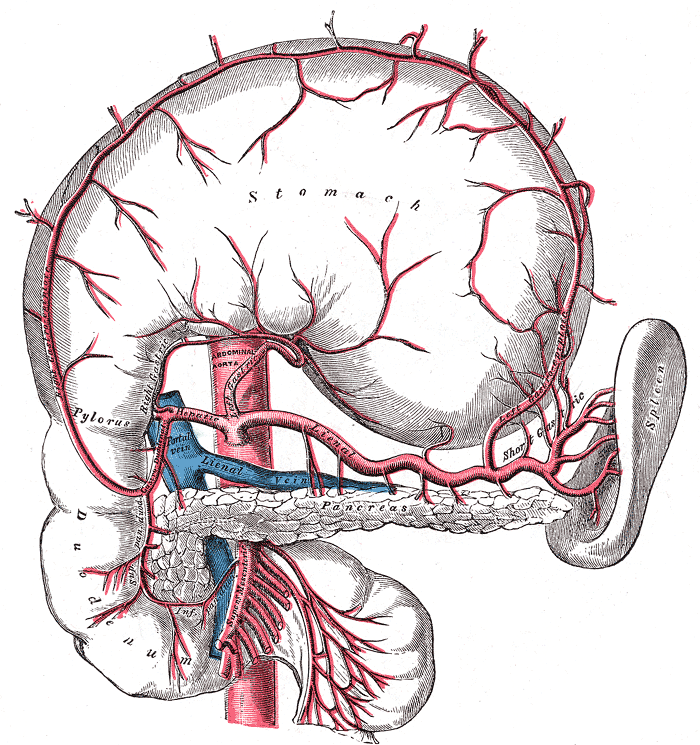
Tronco celiaco e relativi vasi. Si nota bene l'andamento tortuoso dell'arteria lienale

L'arteria lienale o gastrolienale, dopo aver percorso un tragitto sinuoso e aver emesso collaterali per lo stomaco e il pancreas, a 5–6 cm dall'ilo si divide nei suoi rami terminali che si approfondano nell'ilo della milza. I vasi arteriosi si inseriscono nello spessore delle trabecole che abbandonano poco dopo per approfondirsi nel parenchima dell'organo, già vascolarizzato.
Le vene che emergono dal parenchima a livello dell'ilo, in numero di 6-8, confluiscono in due grossi tronchi che confluiscono a loro volta per formare la vena lienale.  Tale vaso riceve la vena gastroepiploica sinistra, segue l'arteria omonima, riceve la vena mesenterica inferiore e sfocia nel tronco della vena porta.

### Drenaggio linfatico
Nella milza è presente una doppia rete di vasi linfatici: superficiale e profonda. I vasi superficiali sono nello spessore della capsula fibrosa, appena sotto l'involucro peritoneale, e convergono all'ilo. I vasi profondi, invece, seguono le diramazioni delle vene e quindi sono nello spessore delle trabecole fino all'emergenza nell'ilo. I vasi sono esclusivamente associati al connettivo dell'organo perché né la polpa rossa, né la polpa bianca presentano un drenaggio linfatico.
Sia i vasi superficiali sia profondi afferiscono ai linfonodi pancreaticolienali situati nello spessore del legamento pancreaticolienale.

### Innervazione
I nervi derivano dal plesso celiaco e raggiungono l'organo seguendo i rami dell'arteria lienale.

## Struttura

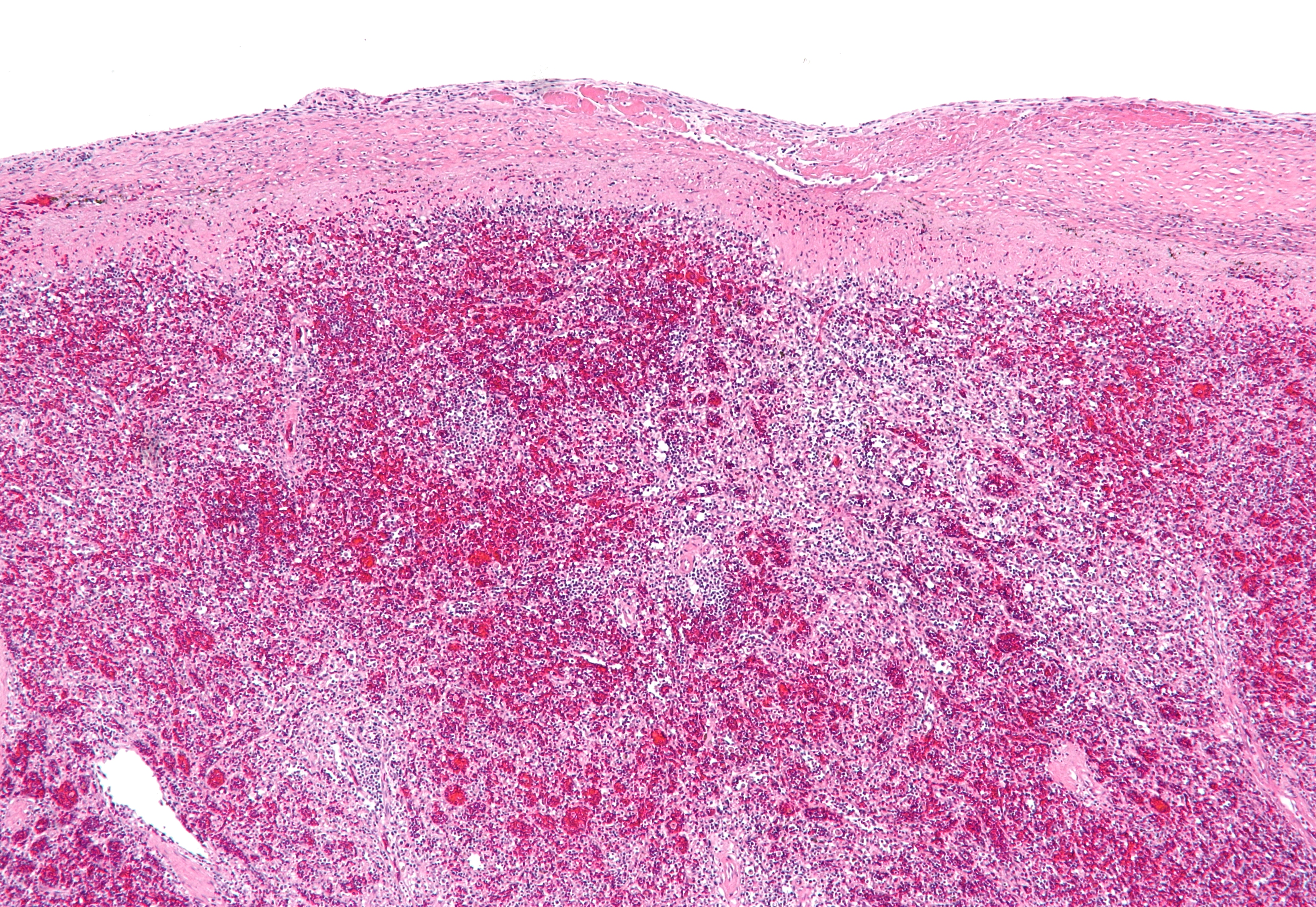
Sezione di milza che illustra la capsula (in alto) e le regioni di polpa rossa (più intensamente colorata) e polpa bianca

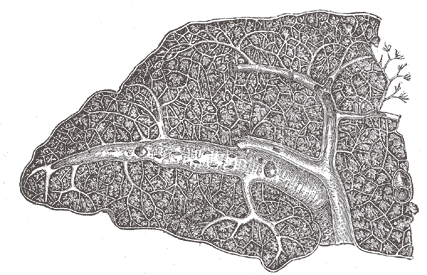
Struttura interna della milza

La milza è costituita da una capsula esterna fatta di tessuto connettivo denso, con una bassa percentuale di tessuto muscolare liscio che, a differenza di cani e gatti, è incapace quindi di garantire una contrazione. Dalla capsula originano numerose trabecole che si arrestano quasi subito non portando a una suddivisione lobare dell'organo e nelle quali passano i vasi arteriosi prima di approfondirsi nel parenchima.
La maggior parte della polpa splenica è formata da polpa rossa, chiamata così per via del colore dovuto al ricco apporto sanguigno e che svolge la funzione ematocateretica e dalla polpa bianca, la parte linfoide della milza.

### Microcircolazione
L'organizzazione dei vasi sanguigni all'interno della milza è fondamentale per la strutturazione del parenchima stesso. Come già anticipato in precedenza, i rami dell'arteria lienale decorrono inizialmente nelle trabecole della capsula (arterie trabecolari) dove si ramificano riducendosi di calibro per poi uscire nel parenchima come arteriole di circa 200 µm di diametro che si circondano di una guaina di tessuto linfoide. In sezione queste strutture, comprendenti un'arteriola centrale circondata dalla guaina linfoide, si presentano come accumuli linfoidi tondeggianti, i corpuscoli lienali o corpuscoli di Malpighi. La componente linfoide intorno al vaso viene chiamata guaina linfoide periarteriolare o PALS. Questa arteria centrale si ramifica poi in piccoli vasi che sboccano in piccoli canali vascolari ai margini dei follicoli linfoidi detti seni marginali.
Dopo averli attraversati il diametro delle arteriole si è ridotto a 50 µm e, passando nella polpa rossa, si sfioccano in un ciuffo di arteriole penicillari di 15 µm di diametro. Le arteriole penicillari terminano in capillari penicillari caratterizzati da un epitelio formato da cellule fusiformi prive di un apparato giunzionale intercellulare che permette al sangue di passare attraverso le fenestrature. Alcuni capillari, i capillari con guscio, perdono la loro parete, ma presentano un rivestimento di macrofagi allungati e disposti concentricamente intorno al vaso, il cosiddetto guscio (o ellissoide).
La circolazione splenica, da questo punto in poi, può proseguire in un circolo chiuso continuando nei capillari penicillari o nei seni venosi oppure in un circolo aperto esondando nei cordoni della polpa rossa e attraversando gli spazi fra le cellule reticolari per tornare in circolo attraverso i seni venosi.
Le vene che si formano per la confluenza dei seni venosi confluiscono in rami sempre più grossi a formare la vena lienale.

### Polpa bianca

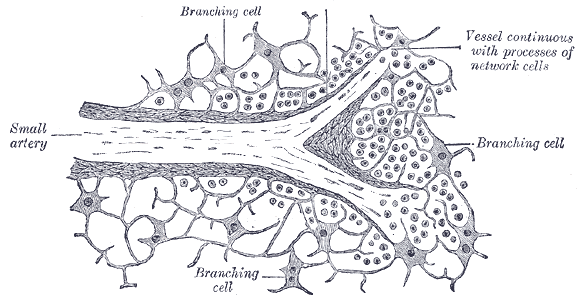
Schema dell'organizzazione cellulare intorno a un'arteriola centrale

La polpa bianca è costituita da tessuto linfoide disposto lungo le guaine linfoidi periarteriolari (PALS). Si forma nel contesto del reticolo connettivale disposto attorno alle arteriole centrali come un insieme di aggregati linfoidi di forma cilindrica che contengono alla periferia follicoli linfoidi secondari simili a quelli della zona corticale dei linfonodi. Sono presenti, in varia quantità, linfoblasti B, linfociti B, linfociti T, macrofagi, plasmacellule e cellule della componente reticolare. In caso di risposta immunitaria nel centro dei follicoli linfoidi si formano i centri germinativi che si allargano accogliendo linfociti B dalla zona marginale.

### Zona marginale
La zona marginale forma la zona di confine fra polpa bianca e rossa. Si trova subito all'esterno dei seni marginali ed è costituita da un reticolo connettivale a maglie fitte con cordoni cellulari simili a quelli della polpa rossa. Nella zona marginale si trovano macrofagi e linfociti B specializzati, detti linfociti B della zona marginale.

### Polpa rossa
La polpa rossa, organizzata intorno alla polpa bianca, presenta un aspetto spugnoso dovuto ai seni venosi delimitati dai cordoni cellulari o cordoni di Billroth e costituisce la parte prevalente di parenchima splenico. I cordoni sono formati da uno stroma reticolare che contiene cellule di vario tipo come linfociti, macrofagi ed elementi corpuscolati del sangue (eritrociti e piastrine). La presenza di macrofagi permette alla milza di svolgere la funzione emocateretica, che termina poi nel fegato .

## Derivazione embriologica
Intorno alla IV-V settimana di vita embrionale si assiste alla formazione del primo abbozzo della milza come accumulo di cellule mesenchimali nello spessore del mesogastrio dorsale che acquisirà la forma caratteristica solo nel periodo fetale (dalla IX settimana in poi). Lo sviluppo della milza sembra essere regolato dai geni omeobox NKx2-5, Hox11 e Bapx1. Nel feto la milza ha un aspetto lobato i cui lobuli poi scompaiono prima della nascita lasciando solo deboli resti negli incavi del bordo superiore. Durante la rotazione dello stomaco, la superficie sinistra del mesogastrio si fonde con il peritoneo sopra il rene sinistro spiegando l'attacco alla parete dorsale del legamento splenorenale e il motivo del cammino così tortuoso dell'arteria splenica.
Fino al quinto mese di gestazione, quando il midollo osseo inizia a funzionare, la milza ha importanti funzioni emopoietiche.
Dopo la nascita non resta alcuna significativa funzione emopoietica eccezione fatta in alcune malattie ematologiche quali, ad esempio, la sindrome mielodisplastica e le emoglobinopatie.

### Istogenesi
Intorno al III mese, in contemporanea con quanto avviene nell'abbozzo epatico, si assiste a una colonizzazione di cellule staminali che maturano in uno dei primi stadi dei linfociti B, i linfociti Pre-B, prima del completo sviluppo dei territori nell'abbozzo. La polpa bianca infatti, si può notare dopo il V mese, dopo il IV mese assiste a una colonizzazione dei linfociti T e dal II anno di vita postnatale la zona marginale diventa pienamente funzionante.

## Funzione
La milza presenta le due importanti funzioni di emocateresi (svolta nella polpa rossa) e di organo linfoide periferico (svolta nella polpa bianca). Svolge anche il ruolo di immagazzinamento degli elementi figurati del sangue (la milza contiene circa il 25% del pool di linfociti B e il 10-15% di quello dei linfociti T).
La sua funzione emopoietica, attiva dal III mese di gravidanza alla nascita, è pressoché nulla nella vita postnatale, ma può essere recuperata per necessità.

### Funzione emocateretica
La ricca irrorazione sanguigna e le numerose ramificazioni con riduzione di calibro dei vasi nella polpa rossa permettono un grande ricircolo di sangue all'interno della milza e la possibilità di effettuare una selezione in base a un filtraggio meccanico: eritrociti normali sono in grado di passare fra gli spazi tra le cellule reticolari, gli eritrociti invecchiati, non più in grado di deformarsi facilmente, si rompono e vengono fagocitati lungo le pareti dei seni venosi. In alternativa, globuli rossi invecchiati possono essere riconosciuti dai macrofagi grazie all'esposizione sulla membrana cellulare di residui di mannosio e la mancanza di acido sialico.
Correlato a questo vi è anche il recupero, da parte dei macrofagi, del ferro contenuto nell'emoglobina che viene accumulato sotto forma di emosiderina e ferritina.

### Organo linfoide periferico
Alla pari dei linfonodi la milza possiede nella polpa bianca strutture funzionalmente e morfologicamente simili: i follicoli linfoidi. I linfociti entrano nella polpa bianca dalla zona marginale: i linfociti T si dispongono prevalentemente lungo le guaine periarteriolari, mentre i linfociti B si recano nei follicoli linfoidi. Sempre nella zona marginale avviene la cattura degli antigeni da parte di macrofagi e APC presenti. Nella polpa bianca, infine, i linfociti B vengono attivati e passano nella polpa rossa che risulta essere densa di plasmacellule.

## Patologia

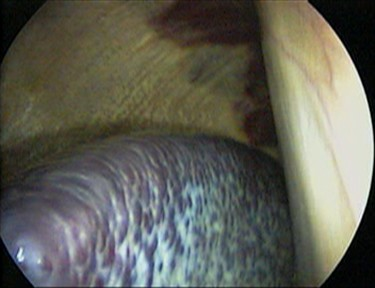
Immagine laparoscopica di una milza di cavallo

Difficilmente la milza è preda di malattie infettive o neoplastiche. In era preantibiotica era invece ben noto il "tumore di milza" che si manifestava in corso di malattie infettive di lunga durata, come espressione dell'attivazione della componente linfatica dell'organo.
I tumori della milza sono quasi esclusivamente linfomi.
Ha sempre destato interesse in oncologia la evidente resistenza della milza a diventare sede di ripetizione metastatica da parte di tumori solidi di altra origine.
Aumenti di volume anche significativi della milza (splenomegalie) si hanno nelle malattie del fegato, soprattutto la cirrosi epatica, che causano difficoltà di flusso nel sistema della vena porta (sindrome di ipertensione portale), del quale la vena lienale è tributaria.
La milza è suscettibile di variazioni in caso di difetti nella lateralizzazione. In soggetti con bilateralità sinistra si ritrovano milze accessorie (polisplenia), in quelli con bilateralità destra, asplenia o milza ipoplastica.
La variante più frequente è la polisplenia, con una frequenza tra il 10% e il 40% degli individui. Le eventuali milze sovrannumerarie si formano in prossimità dell'ilo della milza principale, il punto in cui i vasi splenici entrano ed escono dall'organo.
Splenalgia è il nome con cui viene chiamato il dolore, di qualsiasi origine e natura, localizzato alla milza o alla sede da essa occupata nell'interno del cavo addominale (parte superiore sinistra, sotto le ultime costole: ipocondrio sinistro).

## La milza come alimento
La milza è un alimento umano normalmente compreso tra le frattaglie o interiora. Viene anche utilizzata nella nutrizione degli animali di affezione come ad esempio i gatti.

## Nella cultura di massa
Il gruppo musicale Elio e le Storie Tese dedicò alla milza l'omonima traccia dell'album Eat the Phikis (1996). Nella canzone Elio si pone la domanda Perché nessuno mi dice a cosa serve la milza?